# D'Angelo

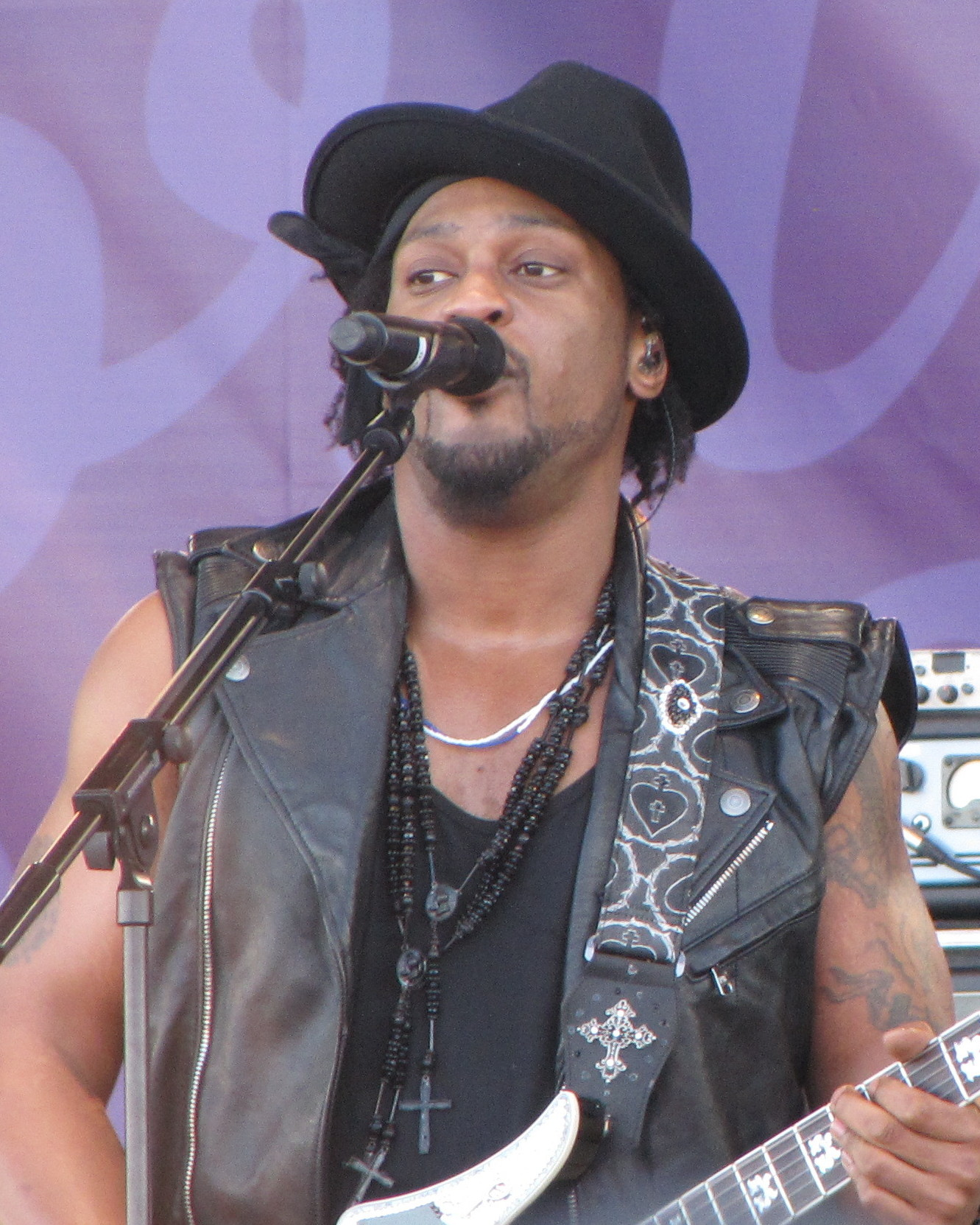
D'Angelo op Pori Jazz 2012

Michael Eugene Archer (Richmond (Virginia), 11 februari 1974) is een Amerikaans r&b- en neo-soul singer-songwriter, multi-instrumentalist en muziekproducent die bekend is onder zijn artiestennaam D'Angelo.

## Biografie
D'Angelo werd geboren in een gezin dat verbonden was met de Pinkstergemeente. Op 21-jarige leeftijd bracht hij het album Brown Sugar uit, dat grote invloed had op de neo-soul-beweging. Na het succes van Brown Sugar trok D'Angelo zich terug, waarop in 2000 het album Voodoo het licht zag, dat door velen als een meesterwerk wordt beschouwd. Het nummer Untitled (How Does It Feel) zorgde met een controversiële videoclip voor grote consternatie en maakte dat D'Angelo in de ogen van velen, inclusief zichzelf, een sekssymbool werd. Dit resulteerde in duistere jaren voor de artiest, die zich in toenemende mate terugtrok uit het muzikale en openbare leven. Verscheidene drugsproblemen, verkeersovertredingen en arrestaties volgden, terwijl de componist en multi-instrumentalist bleef werken aan een nieuw album. Vanaf ongeveer 2010 begon D'Angelo weer met optreden en verscheen hij in Nederland onder andere in 2012 op het North Sea Jazz Festival in Rotterdam.
Aan het einde van 2014 zag zonder enige noemenswaardige promotie het album Black Messiah het daglicht, dat allerwegen lof kreeg toegezwaaid. Bewonderd werd vooral de manier waarop de kunstenaar zijn muziek na zijn eerste twee albums nogmaals radicaal had weten te vernieuwen.
De muziek van D'Angelo vertoont invloeden van Sly Stone, Marvin Gaye, George Clinton en Prince. Voor die laatste zong D'Angelo het roerende eerbetoon Sometimes It Snows In April.

## Privé
D'Angelo heeft met zangeres Angie Stone, met wie hij in de tweede helft van de jaren '90 een relatie had, een zoon (1998) en een dochter (2000).

## Discografie

### Albums
- Brown Sugar (1995)
- Voodoo (2000)
- Black Messiah (2014) - als D'Angelo and the Vanguard

- Bibliothèque nationale de France: cb139801184 (data)
- Gemeinsame Normdatei: 13495274X
- International Standard Name Identifier: 0000 0000 5516 5305
- Library of Congress Control Number: no00020664
- MusicBrainz: b66771cc-45fa-4a32-b14f-5337d7223d7a
- Nationale Bibliotheek van Tsjechië: pag2017959812
- SNAC: w6vg2v9j
- Système universitaire de documentation: 186142447
- Virtual International Authority File: 22336239